# 思陀甸长官司
思陀甸长官司，明朝时设置的长官司。

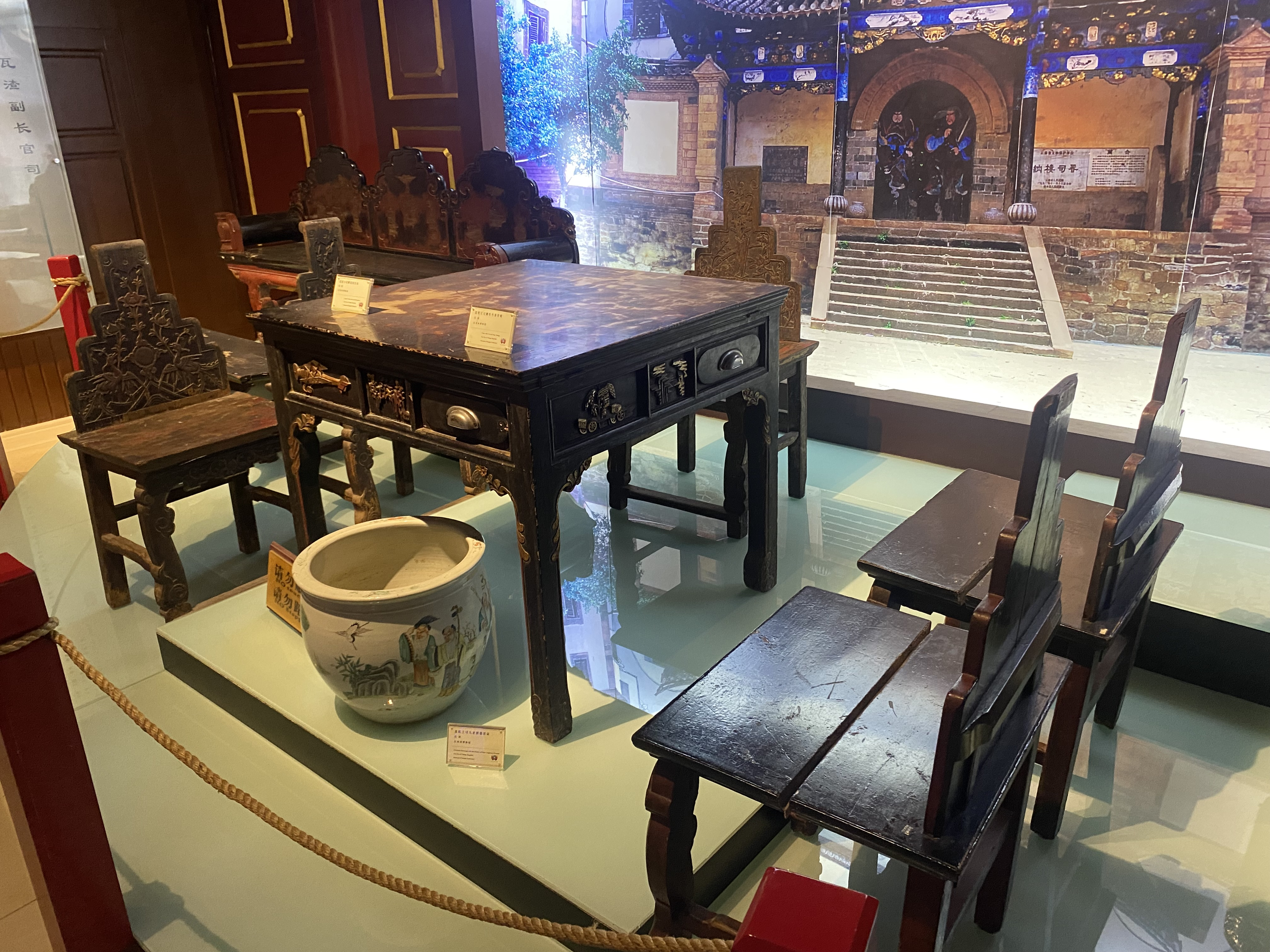
思陀土司使用的桌椅，藏于红河哈尼族彝族自治州博物馆

洪武十五年（1382年），改和泥路置，治所在今云南省红河县西南。属临安府。1912年后废。